# Champ-le-Duc
Champ-le-Duc é uma comuna francesa na região administrativa de Grande Leste, no departamento de Vosges. Estende-se por uma área de 3,92 km². Em 2010 a comuna tinha 555 habitantes (densidade: 141,6 hab./km²).